# Annimari Korte
Annimari Katriina Korte (* 8. April 1988 in Kirkkonummi) ist eine finnische Leichtathletin, die sich auf den 100-Meter-Hürdenlauf spezialisiert hat.

## Sportliche Laufbahn
Erste internationale Erfahrungen sammelte Annimari Korte im Jahr 2005, als sie bei den Jugendweltmeisterschaften in Marrakesch bis in das Halbfinale gelangte und dort mit 13,67 s ausschied. Auch bei den Juniorenweltmeisterschaften in Peking erreichte sie das Halbfinale, konnte dort ihr Rennen aber nicht beenden. 2007 erreichte sie bei den Junioreneuropameisterschaften in Hengelo das Finale, wurde dort aber disqualifiziert. 2009 schied sie dann bei den U23-Europameisterschaften in Kaunas mit 13,84 s in der ersten Runde aus. 2018 qualifizierte sie sich dann erstmals für die Europameisterschaften in Berlin und schied dort mit 13,31 s in der Vorrunde aus. Im Jahr darauf verbesserte sie in Joensuu den von Nooralotta Neziri gehaltenen Landesrekord auf 12,72 s und konnte damit bei den Weltmeisterschaften in Doha starten, bei denen sie mit 12,97 s im Halbfinale ausschied. 2020 blieb sie meist konstant unter 13 s und siegte in 12,88 s bei den Kuortane Games und wurde bei den Impossible Games in Oslo in 26,70 s Dritte über 200 m Hürden. 2021 siegte sie in 12,82 s erneut bei den Kuortane Games und nahm anschließend an den Olympischen Spielen in Tokio teil und kam dort mit 13,06 s nicht über den Vorlauf hinaus.
2023 erreichte sie bei den Halleneuropameisterschaften in Istanbul das Halbfinale über 60 m Hürden und schied dort mit 8,13 s aus.
2020 wurde Korte finnische Meisterin im 100-Meter-Hürdenlauf.

## Persönliche Bestzeiten
- 100 m Hürden: 12,72 s (+1,3 m/s), 24. Juli 2019 in Joensuu (finnischer Rekord)
- 60 m Hürden (Halle): 8,03 s, 5. Februar 2023 in Helsinki
- 200 m Hürden: 26,70 s, 11. Juni 2020 in Oslo